# Джей Літерланд
Джей Літерланд (англ. Jay Litherland, 24 серпня 1995) — американський плавець, срібний призер Олімпійських ігор 2020 року.
Призер Чемпіонату світу з водних видів спорту 2017, 2019 років.
Переможець літньої Універсіади 2015 року.

## Виступи на Олімпійських іграх
| Олімпіада  | Дисципліна       | Місце |
| ---------- | ---------------- | ----- |
| Ріо 2016   | 400 м комплексом | 5     |
| Токіо 2020 | 400 м комплексом | 2     |